# La Luz (Tacoronte)
La Luz es una entidad de población perteneciente al municipio de Tacoronte, en la isla de Tenerife —Canarias, España—.

## Geografía
Se encuentra en la zona media del municipio, a cuatro kilómetros del casco de Tacoronte y a una altitud media de 647 m s. n. m., estando atravesado por el barranco de las Lajas que en este tramo se halla cubierto de un extenso eucaliptal.
La Luz cuenta con una iglesia dedicada a la virgen de la Luz, un tanatorio, un local social, una plaza pública, el Centro Ocupacional Naranjos de Luz, un terrero municipal de lucha canaria, así como algunos comercios y bares.

## Demografía
| Año        | 2000 | 2005 | 2010 | 2015 | 2020 |
| ---------- | ---- | ---- | ---- | ---- | ---- |
| Habitantes | 938  | 907  | 955  | 941  | 918  |

## Economía
Este barrio conserva amplias zonas de cultivo dedicadas principalmente al cultivo de la papa y a la viña. También se encuentran aquí algunas explotaciones ganaderas de vacas y conejos.

## Fiestas
El barrio de La Luz celebra fiestas patronales en honor a la Virgen de la Luz la primera semana de septiembre.

## Comunicaciones
Se llega al barrio principalmente a través de la autopista del Norte TF-5.